# Puntarenas (província)
Puntarenas é uma província da Costa Rica, sua capital é a cidade de Puntarenas. 
Está localizada na parte ocidental do país, cobrindo a maior parte da costa do Oceano Pacífico. Ao norte faz divisa com a província de Guanacaste e com a província de  Alajuela, a leste com a província de São José e com a província de Limón e ao sul faz fronteira com o Panamá.
A ilha de Coco, localizada no Oceano Pacífico a 500 km do litoral da Costa Rica, é parte integrante desta província.

## Cantões
A província encontra-se subdividida em 11 cantões (capitais entre parênteses):
1. Aguirre (Quepos)
2. Buenos Aires (Buenos Aires)
3. Corredores (Ciudad Neily)
4. Coto Brus (São Vito)
5. Esparza (Esparza)
6. Garabito (Jacó)
7. Golfito (Golfito)
8. Montes de Oro (Miramar)
9. Osa (Puerto Cortês)
10. Parrita (Parrita)
11. Puntarenas (Puntarenas)

## Lugares importantes
- Montezuma
- Monteverde